# Érize-la-Brûlée
Érize-la-Brûlée är en kommun i departementet Meuse i regionen Grand Est (tidigare regionen Lorraine) i nordöstra Frankrike. Kommunen ligger i kantonen Vavincourt som tillhör arrondissementet Bar-le-Duc. År 2022 hade Érize-la-Brûlée 174 invånare.

## Befolkningsutveckling
Antalet invånare i kommunen Érize-la-Brûlée
| Referens: INSEE |